# 원에스더
원에스더(1987년 3월 4일 ~ )는 한국의 여자 성우다. 2017년 대원방송 공채 8기 성우로 입사했다. 서울특별시 출신.

## 출연 작품

### 애니메이션
- 나소흑전기: 첫만남편 - 낙죽 역
- 루팡 3세 PART 4 (애니박스)
- 루팡 3세 PART 5 - 무우
- 루팡 3세 스페셜: 피의 각인-영원한 Mermaind - 원장
- 블랙 클로버 (애니박스) - 닉 / 실프 / 솔 / 마르코 / 도로시 / 벨
- 이토 준지 컬렉션 (애니박스) - 히다카 키누코 외
- 학원 베이비시터즈 (애니원) - 네즈 스에키치 외
- 원피스 17기 - 도란
- 원피스 18기 - 플래퍼, 아킬리아
- 원피스 New 홀케이크 아일랜드 편 (애니원) - 샬롯 시나몬, 샬롯 몽드
- 원피스 New 무사의 나라 편 (애니원) - 스피드
- 조이드 와일드 - 양갱
- 드래곤볼 슈퍼 - 비칼/캬웨이
- 마징가 제트
- 나의 히어로 아카데미아 3기 - 랙돌/하츠메 메이
- 신 도라에몽 13기
- 호빵맨 (애니원) - 깡충이/노트맨/야옹쿡/유자공주/마늘동자/조릿대 경단 소녀/스파이스 왕자/바나나빵 소년/사과 왕자
- go! 프린세스 프리큐어 - 최유이
- 트롤: 월드 투어 - 바브 여왕
- 아울 하우스 - 아미티
- 몬스터 탑 - 시우, 브루키
- 코드네임 X - 코드네임ㅣ
- 새콤달콤 캐치! 티니핑 - 핫케핑
- 댕댕 어드벤처 - 수빈

### 극장용 애니메이션
- 시나몬 The Movie - 카프치노/밀크
- 극장판 도라에몽: 진구의 보물섬 - 마리아 / 앵무새1 / 남아2 / 여1 / 미니도라3,6
- 용감한 토끼 당당이 - 당당
- 엘프
- 소울 - 치료 고양이 여인, 마지, 아로요 교장
- 메이의 새빨간 비밀 - 스테이시 프릭
- 배드 가이즈 - 타란튤라
- 장화신은 고양이: 끝내주는 모험 - 조, 베이커 군단

### 외화
- 샹치와 텐 링즈의 전설 - 샤링(장멍얼)
- 팔콘과 윈터 솔져 - 아요(플로렌스 카숨바) / 셀비(이멜다 코르코란)

### 특촬물
- 가면라이더 이그제이드 - 윤희준 엄마 외
- 가면라이더 빌드 - 원혜주
- 파워레인저 갤럭시포스 - 마닷코/무너G
- 파워레인저 다이노소울 - 어린 멜트 외 각종 단역

### 게임
- 던전앤파이터 - 독왕 루이제, 제국 1황녀 히리아, 조화의 성인 벨파스트, 트라
- 메이플스토리 - 칼리 (여)
- 승리의 여신 : 니케 - 아인
- 명조: 워더링 웨이브 - 젠니